# Rhetus coerulans
Rhetus coerulans är en fjärilsart som beskrevs av Jose Francisco Zikán 1952. Rhetus coerulans ingår i släktet Rhetus och familjen Riodinidae. Inga underarter finns listade.